# Фрейм, Джон
Джон Тимоти Фрейм (англ. John Timothy Frame; 8 декабря 1930, Торонто, провинция Онтарио, Канада — 4 августа 2017 года, Кортни, провинция Британская Колумбия, Канада) — клирик Англиканской церкви Канады, 8-й епископ Юкона с 1968 по 1981 год. В 1973—1975 годах исполнял обязанности главы церковной провинции Британская Колумбия и Юкон.

## Биография
Родился 8 декабря 1930 года в Торонто. Защитил степень бакалавра в университете Торонто и диплом доктора медицины Тринити-колледжа в Торонто. В 1957 году был рукоположён в сан дьякона и священника. Первым местом служения Фрейма был приход в Бернс-Лейк, в диозеце Каледония.
25 января 1968 года он был возведён в сан епископа и возглавил диоцез Юкона. С 1973 по 1975 год исполнял обязанности главы церковной провинции Британская Колумбия и Юкон. Фрейм был консерватором, например, выступал против рукоположения женщин в священнический сан, но всегда был открыт к диалогу. Когда на Генеральном синоде 1975 года консервативно настроенная часть духовенства предложила ему вступить в их ряды и покинуть Англиканскую церковь Канады, он отказался. Одни современники называли его «верным священником и преданным христианином» и даже «одним из лучших и мудрых пастырей, когда-либо служивших в Англиканской церкви Канады». Другие считали его «противоречивой, но важной фигурой» в жизни всё той же церкви.
15 октября 1981 года Фрейм ушёл на покой и вернулся к служению приходского священника. Он был назначен настоятелем собора Христа в Виктории и деканом диоцеза Британская Колумбия. Сыграл важную роль в развитии приходской школы при соборе. В 1995 году отошёл от официального церковного служения и стал почётным помощником в приходе Святого Иоанна Богослова в Кортни. Фрейм был женат на Барбаре Фрейм, в браке с которой стал отцом трёх дочерей. Он был страстным садоводом. Умер от инсульта 4 августа 2017 года в Кортни.